# Hydractinia prolifica
Hydractinia prolifica is een hydroïdpoliep uit de familie Hydractiniidae. De poliep komt uit het geslacht Hydractinia. Hydractinia prolifica werd in 1948 voor het eerst wetenschappelijk beschreven door Fraser. 